# Доріан Хуніор
Доріан Хуніор Ганза Меха або просто Доріан Хуніор (ісп. Dorian Junior Hanza Meha / Dorian Jr; нар. 12 травня 2001, Фуенлабрада, Іспанія) — гвінейський та іспанський футболіст, нападник грецького клубу «Культураль Леонеси» та національної збірної Екваторіальної Гвінеї, який виступає в оренді за «Лангрео».

## Ранні роки
Народився в іспанському місті Фуенлабрада в родині Бубі з Екваторіальної Гвінеї.

## Клубна кар'єра
Вихованець скромних іспанських клубів «Атлетіко» (Фуенлабрада) та «Алькобендас». На початку липня 2020 року вільним агентом приєднався до «Сан-Мартіна». У футболці нового клубу дебютував 18 жовтня 2020 року в переможному (1:0) домашньому поєдинку 1-го туру Терсера Дивізіону проти «Туільї». Доріан вийшов на поле в стартовому складі, а на 68-й хвилині його замінив Адріана Баллестра. Першим голом за «Сан-Мартін» відзначився 22 листопада 2020 року на 19-й хвилині виїзного (1:0) поєдинку 5-го туру Терсера Дивізіону проти «Колунги». Хуніор вийшов на поле в стартовому складі, а на 75-й хвилині його замінив Адріан Беллестеро. У сезоні 2020/21 років зіграв 25 матчів в іспанській Терсері, в яких відзначився 9-ма голами.
Наприкінці липня 2021 року перейшов до «Культураль Леонеса», але майже одразу ж віжправився в оренду до «Лангрео». У футболці нової команди дебютував 4 вересня 2021 року в переможному (3:0) домашньому поєдинку 1-го туру Сегунда Дивізіону проти «Бергантіньйоса». Доріан вийшов на поле в стартовому складі, а на 90+2-й хвилині його замінив Арона Сане. Першими голами за «Лангрео» відзначився 25 вересня 2021 року на 79-й (з пенальті) та 90+5-й хвилині нічийного (2:2) виїзного поєдинку 4-го туру проти «Лланери». Жуніор вийшов на поле в стартовому складі та відіграв увесь матч, на 8-й хвилині отримав жовту картку.

## Кар'єра в збірній
У футболці національної збірної Екваторіальної Гвінеї дебютував 16 листопада 2021 року в нічийному (1:1) поєдинку кваліфікації чемпіонату світу 2022 року проти Мавританії.
Потапив до списку гравців, які поїхали на Кубок африканських націй 2021 року.

## Статистика виступів

### Клубна
Станом на 18 листопада 2021.
| Сезон             | Команда           | Чемпіонат         | Чемпіонат | Чемпіонат | Нац. кубок | Нац. кубок | Нац. кубок | Конт. кубок | Конт. кубок | Конт. кубок | Інші кубки | Інші кубки | Інші кубки | Загалом | Загалом |
| Сезон             | Команда           | Змаг.             | Матчі     | Голи      | Змаг.      | Матчі      | Голи       | Змаг.       | Матчі       | Голи        | Змаг.      | Матчі      | Голи       | Матчі   | Голи    |
| ----------------- | ----------------- | ----------------- | --------- | --------- | ---------- | ---------- | ---------- | ----------- | ----------- | ----------- | ---------- | ---------- | ---------- | ------- | ------- |
| 2020-2021         | «Сан-Мартін»      | ТД                | 25        | 9         |            | -          | -          |             | -           | -           |            | -          | -          | 25      | 9       |
| 2021-2022         | «Лангрео»         | СДР               | 10        | 5         |            | -          | -          |             | -           | -           |            | -          | -          | 10      | 5       |
| Усього за кар'єру | Усього за кар'єру | Усього за кар'єру | 35        | 14        |            | -          | -          |             | -           | -           |            | -          | -          | 35      | 14      |

### У збірній

#### По роках
Станом на 16 листопада 2021
| Екваторіальна Гвінея | Екваторіальна Гвінея | Екваторіальна Гвінея |
| Рік                  | Матчі                | Голи                 |
| -------------------- | -------------------- | -------------------- |
| 2021                 | 1                    | 0                    |
| Загалом              | 1                    | 0                    |

#### По матчах
| Дата       | Місто   | Господарі  | Результат | Гості                | Турнір            | Голи | Примітки |
| ---------- | ------- | ---------- | --------- | -------------------- | ----------------- | ---- | -------- |
| 16-11-2021 | Нуакшот | Мавританія | 1 – 1     | Екваторіальна Гвінея | Відбір до ЧС 2022 | -    | 46'      |
| Усього     |         | Матчів     | 1         |                      | Голів             | 0    |          |